# L-59 (航空機)
L-59 スーパーアルバトロス
L-59
- 用途：練習機
- 分類：高等練習機、COIN機
- 製造者： アエロ・ヴォドホディ
- 運用者

  -  エジプト（エジプト空軍）
  -  チュニジア（チュニジア空軍）
- 初飛行：1986年9月30日
- 原型機：L-39
- 派生型：L-159

アエロ L-59 スーパーアルバトロス(チェコ語:Aero L-59 SuperAlbatros)は、チェコスロバキアで開発された高等ジェット練習機である。

## 概要
アエロ社は、L-39の機体フレームを活かしてより攻撃機としての作戦能力を高めたL-39MSの開発を行い、試作機は1986年9月30日に初飛行した。この量産型には間もなくL-59の名称が与えられ、量産初号機は1989年10月1日に初飛行した。しかしチェコとスロバキアにはL-39MSの名称のままで引き渡されており、L-59の名称は輸出向けにのみ使用されている。
外見上はL-39との違いがほとんどないが、エンジンをDV-2に変更して出力を強化し、コックピットには西側製のヘッドアップディスプレイやミッションコンピューターなどの新型アビオニクスが導入され大幅に近代化された。操縦装置はヨー制御こそマニュアル作動のままながら、ピッチ制御とロール制御に電動アクチュエーターが使われ、いずれも人工的操縦感覚が付加され良好な操縦反応が得られるようになっている。ハードポイントの数はL-39ZAと同じだが最大機外搭載量が増加している。

## 各型
L-59
基本の高等練習機型。6機生産。
L-59E
エジプト空軍向け。49機生産。
L-59T
チュニジア空軍向け。12機生産。

## 仕様 (L-59E)
出典: Jane's All The World's Aircraft 1993–94 
諸元
- 乗員: 2名
- 全長: 12.20 m （40 ft 0+1⁄4 in）
- 全高: 4.77 m （15 ft 73⁄4 in）
- 翼幅: 9.54 m（31 ft 3+1⁄2 in）
- 翼面積: 18.80 m2 （202.4 ft2）
- 空虚重量: 4,030 kg[4] （8,866 lb）
- 最大離陸重量: 7,000 kg （15,432 lb）
- 動力: DV-2 ターボファン、21.57 kN （4,850 lbf）  × 1

性能
- 最大速度: 865 km/h （467ノット、537 mph） 5,000 m (16,400 ft)において
- 巡航速度: 185 km/h （100ノット、115 mph） フラップダウン
- 航続距離: 2,000 km （1,079 nmi, 1,243 mi） 増槽装備
- 実用上昇限度: 11,800 m （38,785 ft）
- 上昇率: 28 m/s （5,510 ft/min）

武装
- 1 × GSh-23L 機関砲ポッド
- 4つのハードポイントに1,500kgの兵装を搭載可能